# Músculs adductors de la cuixa
Els músculs adductors de la cuixa són un grup de músculs del membre inferior que produeixen l'adducció de la cuixa. En són cinc, hi estan organitzats en tres plans:
- el pla superficial està format pel múscul pectini, el múscul adductor mitjà (llarg) i el múscul gràcil;
- el pla mitjà el constitueix el múscul adductor curt;
- el pla profund el constitueix el múscul adductor major.

Dels cinc músculs, tres són exclusivament adductors com ho recull la seva denominació (músculs adductors curt, mitjà i major) i els altres dos (múscul pectini i gràcil), també flexionen el maluc.
Són tots, a excepció del múscul gràcil, monoarticulars; és a dir, actuen sobre una única articulació, concretament la del maluc. El múscul gràcil, travessa les articulacions del maluc i el genoll i actua elles.

## Acció
La seva funció principal és portar la cama cap a la línia mitjana del cos. També influeixen en la velocitat i canvis de ritme i direcció, motiu pel qual és freqüent la inflamació d'aquest grup muscular en esports com el futbol.

## Innervació i irrigació
El múscul pectini és l'únic d'aquests adductors innervat pel nervi femoral. Els altres músculs adductors estan innervats pel nervi obturador, amb l'excepció d'una petita part del múscul adductor major que està innervat pel nervi tibial.
Estan irrigats per l'artèria femoral profunda i les seves branques.